# Rakouské letectvo
Rakouské letectvo (německy Österreichische Luftstreitkräfte) je součástí rakouských ozbrojených sil – Bundesheeru. Jehho hlavním úkolem je obrana rakouského vzdušného prostoru, provádění leteckého průzkumu, letecké přepravy, bojové podpory pozemních jednotek a provádění letových činností při řešení následků přírodních katastrof doma i v zahraničí.

## Historie

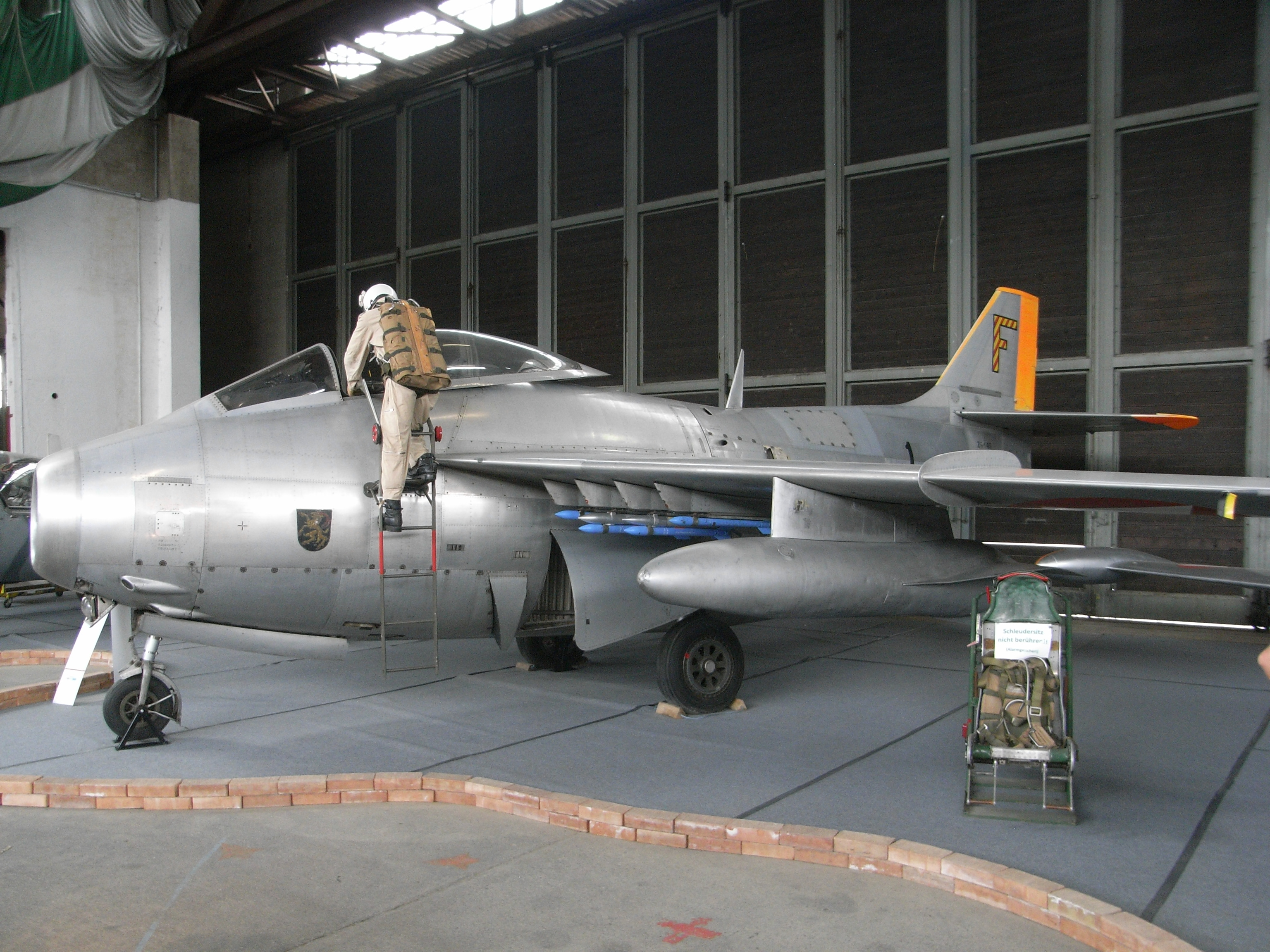
Rakouský Saab J 29F Tunnan v leteckém muzeu

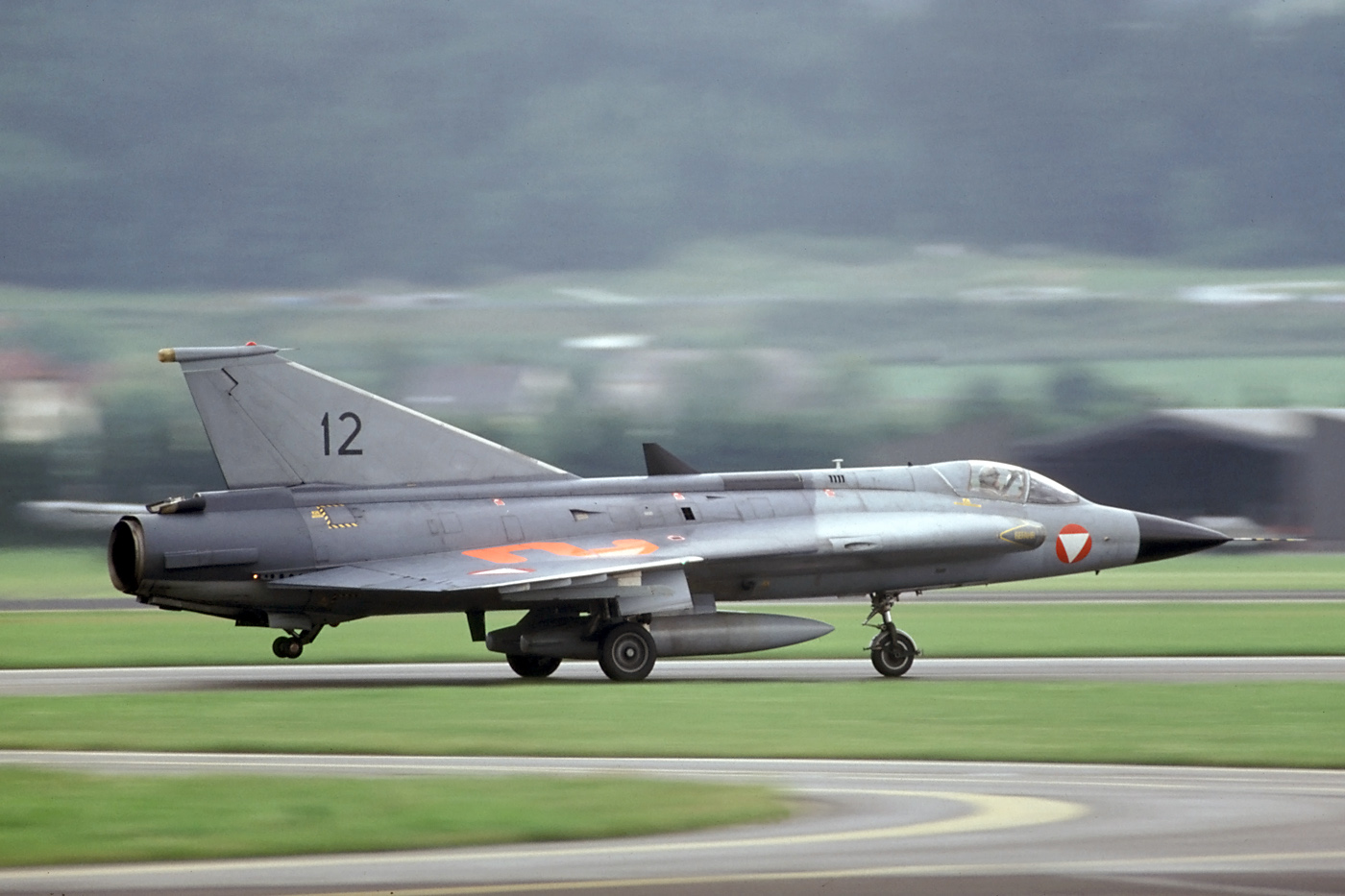
Saab 35Ö Draken ve službách rakouského letectva

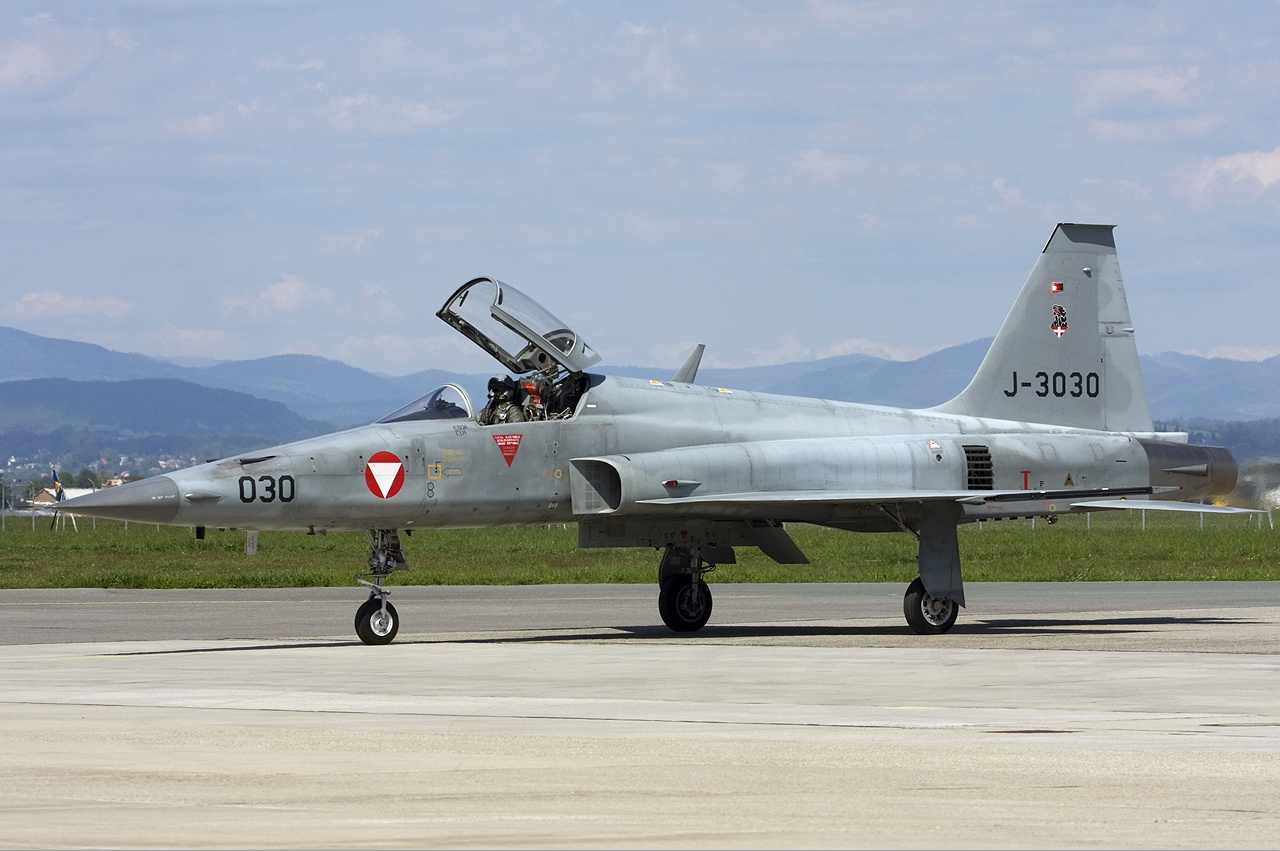
Pronajatý F-5E Tiger II

Rakouské letectvo bylo založeno v květnu 1955 vítěznými spojeneckými mocnostmi a Rakouská státní smlouva v roce 1955 zavázala Rakousko k trvalé neutralitě.
V prosinci 1955 začal základní letecký výcvik na několika strojích Jakovlev Jak-11 a Jak-18, které na rakouském území zanechaly sovětské jednotky. V krátkém čase k nim přibylo 21 lehkých pozorovacích letadel Cessna O-1 Bird Dog, které rakouské letectvo získalo od USA za symbolickou cenu 1 dolar v rámci poválečné pomoci Rakousku. Od počátku 60. let rakouské letectvo zajišťovalo obranu vzdušného prostoru 30 stíhačkami Saab J 29F Tunnan, které získalo z druhé ruky od Švédského letectva. Vzhledem k omezení, která vyplývají z rakouské neutrality, nebyla tato letadla nikdy vyzbrojena raketami vzduch-vzduch. Letadla J 29F Tunnan zůstala v provozu do roku 1972, kdy je postupně nahradil typ Saab 105Ö. Tato letadla plnila u rakouského letectva úlohu cvičných, průzkumných, přepadových stíhacích a bojových letadel. V 80. letech se ukázalo, že podzvuková letadla nejsou vhodná pro vzdušný boj a nestačí ani na případné narušitele vzdušného prostoru. V květnu 1985 tak rakouské letectvo zakoupilo z druhé ruky od švédských vzdušných sil 24 stíhaček Saab 35Ö Draken, které v roce 1988 nahradily Saab 105Ö v roli hlavních přepadových stíhaček. Letadla Saab 105Ö zůstala v provozu jako cvičné/pozorovací letouny.
Potřeba nadzvukového stíhacího letectva se potvrdila již brzy poté, co byly stíhačky Draken zavedeny do služby. Od roku 1991 během války v Jugoslávii bylo zaznamenáno několik případů narušení rakouského vzdušného prostoru bez povolení letadly jugoslávských vzdušných sil. Při jednom incidentu ze dne 28. června 1991 pronikl jugoslávský MiG-21 až nad Štýrský Hradec, důsledkem čehož byly rozsáhlé požadavky na řešení podobných situací, resp. jim zabránit. Po opakovaném překročení hranic ozbrojenými letadly jugoslávského letectva tak byly navrženy změny týkající se hlavně letecké výzbroje rakouských bojových letadel.
Od roku 1955 bylo rakouským ozbrojeným silám zakázáno provozovat jakýkoliv řízený raketový systém, včetně raket vzduch-vzduch a raket země-vzduch. V období po skončení studené války byly bojové letouny vyzbrojené jen hlavňovými zbraněmi nedostatečné a nevyhovující k úlohám zabezpečení obrany vzdušného prostoru. Rakouský parlament tak hlasoval o změně této části své státní smlouvy a v lednu 1993 byly ze Švédska objednány moderní rakety vzduch-vzduch AIM-9 Sidewinder pro stíhací letouny. Verze Sidewinder s lepšími výkony byla zakoupena přímo ze Spojených států, přičemž dodávky začaly v roce 1995. Francouzské protiletadlové raketové komplety Mistral byly zakoupeny s cílem posílit pozemní protivzdušnou obranu. První Mistraly byly dodány v roce 1993 a poslední dodávky se uskutečnily v roce 1996.
Dopravní způsobilost rakouských vzdušných sil byla v roce 2003 zlepšena nákupem tří taktických dopravních letadel C-130 Hercules od Royal Air Force. Tyto letouny byly potřebné pro náročné mírové mise OSN, v nichž Rakousko sehrálo svou roli.
V roce 2005 byly vyřazeny ze služby stíhačky Saab 35 Draken, které byly nahrazeny letadly Eurofighter Typhoon. Před prvními dodávkami stíhaček Typhoon byly od Švýcarských vzdušných sil pronajaty stíhačky F-5E Tiger II jako dočasná výpomoc. Nákup Eurofighterů se stal v Rakousku předmětem kontroverze, problémů a podezření z korupce. Začátkem 21. století Rakousko plánovalo zakoupit 24 stíhaček Eurofighter Typhoon, ale později byl počet snížen na 18. V roce 2007 rakouské ministerstvo obrany snížilo počet objednaných letadel na 15 a v témže roce letectvo převzalo první Eurofighter Typhoon verze Tranche 1, přičemž jednotková cena letadla pro Rakouské letectvo, včetně pozemního zabezpečení a příslušenství, dosáhla 114 milionů eur. Šlo o částečně použité stroje původně určené pro Luftwaffe. Podle původní smlouvy mělo rakouské letectvo získat 18 stíhaček Eurofighter Typhoon verze Tranche 2 za jednotkovou cenu 108 milionů eur. Rakouská letadla verze Tranche 1 mají omezené bojové schopnosti. Jde hlavně o schopnosti vést vzdušný boj a některé chybějící pokročilé schopnosti radaru, avioniky a možnosti použít nejnovější zbraně. Na rozdíl od stíhaček pozdějších výrobních verzí, nemá verze Tranche 1 schopnost vést boj proti pozemním cílům. Poslední 15. letadlo Eurofighter Typhoon bylo dodáno dne 24. září 2009. Značné provozní náklady a velmi nákladné budoucí modernizace vedly v roce 2017 rakouského ministra obrany k rozhodnutí o vyřazení a nahrazení stíhaček Typhoon vojensky a nákladově efektivnějším typem.
Roku 2024 bylo rozhodnuto, že roku 2020 vyřazené cvičné letouny Saab 105Ö nahradí dvanáct cvičně-bojových letounů Alenia Aermacchi M-346 Master.

## Letadla

### Současný inventář
| Letadlo             | Fotografie     | Původ          | Typ                                   | Varianta          | Služba         | Poznámky |                |
| Bojové letouny      | Bojové letouny | Bojové letouny | Bojové letouny                        | Bojové letouny    | Bojové letouny | Bojové letouny | Bojové letouny |
| ------------------- | -------------- | -------------- | ------------------------------------- | ----------------- | -------------- | --- | -------------- |
| Eurofighter Typhoon |                | EU             | stíhací letoun                        | Tranche 1         | 15             | Z důvodů finančních úspor i limitů výzbroje daných rakouskou neutralitou je výzbroj letounů omezena na palubní kanón BK-27 a protiletecké naváděné střely krátkého dosahu IRIS-T. |                |
| M-346 Master        |                | Itálie         | proudový cvičný a lehký bojový letoun |                   | 0              | 12 objednáno |                |
| Transportní         |                |                |                                       |                   |                | |                |
| C-130 Hercules      |                | USA            | nákladní                              | C-130K            | 2              | |                |
| C-390 Millennium    |                | Brazílie       | transportní                           |                   | 0              | 4 objednány, náhrada C-130 |                |
| PC-6                |                | Švýcarsko      | užitkový / nákladní                   | B2H2 Turbo Porter | 8              | |                |
| Vrtulníky           |                |                |                                       |                   |                | |                |
| UH-60               |                | USA            | víceúčelový                           | UH-60M            | 9              | 3 (předkupní právo) |                |
| Bell 212            |                | USA            | víceúčelový                           |                   | 23             | |                |
| OH-58               |                | USA            | průzkumný                             | OH-58B            | 11             | |                |
| SA316               |                | Francie        | spojovací / víceúčelový               |                   | 24             | |                |
| AW169               |                | Itálie         | víceúčelový                           | AW169M            | 0              | V září 2020 rakouské MO objednalo 18 strojů jako náhradu za SA316. |                |
| Cvičná letadla      |                |                |                                       |                   |                | |                |
| PC-7                |                | Švýcarsko      | cvičný                                |                   | 13             | |                |